# Michal Moravčík
Michal Moravčík (* 7. prosince 1994 Klatovy) je český lední hokejista hrající na pozici obránce.

## Hráčská kariéra
Narodil se a vyrůstal v Klatovech. Ve svých mládežnických letech působil v celku Škody Plzeň. Mezi muži tohoto výběru odehrál první utkání v sezóně 2012/2013. V následujícím ročníku hrál jak za plzeňské juniory, tak za muže a nastupoval i ve třetí nejvyšší soutěži za HC Klatovy. Během sezóny 2014/2015 již střídal pouze muže Plzně a Klatov a v následujícím ročníku (2015/2016) hrál pouze za Plzeň. V dalším ročníku vedle plzeňského dresu oblékal i úbor klatovských hokejistů, avšak během sezóny 2017/2018 nastupoval pouze za Plzeň, v jejímž mužstvu pomohl k zisku bronzových medailí za konečné umístění, když v 52 zápasech základní části vsítil pět branek a na dalších jedenáct nahrál a následně pak v playoff během deseti zápasů vstřelil tři góly a na čtyři nahrál.
V roce 2017 dostal od Josefa Jandače, trenéra reprezentačního mužstva, pozvánku do národního výběru a reprezentoval tak svou vlast na turnaji Karjala. O Moravčíkově pozvání do reprezentačního mužstva uvažoval kouč Jandač již dříve, ale jeho plány tehdy hatila Moravčíkova zranění. Do nominace na olympijské hry 2018 se pak následně Moravčík ještě nedostal, nicméně na mistrovství světa v témže roce již pozván byl. A na turnaji v utkání se Švýcarskem, které se hrálo 8. května 2018, zaznamenal svou první reprezentační asistenci a premiérovou branku. Po šampionátu dostal spolu se spoluhráčem Davidem Skleničkou nabídku k přestupu do klubu Montreal Canadiens hrající severoamerickou NHL a oba se ji rozhodli využít. Na konci ledna 2019 ale Moravčík rozvázal smlouvu s kanadským mužstvem a vrátil se zpět do České republiky, do Plzně, se kterou podepsal spolupráci do konce ročníku 2019/2020. V průběhu sezóny 2019/2020 ale přestoupil do Litvínova, kde vydržel do konce ročníku. Po něm odešel na další zahraniční angažmá, a sice do finského celku Tappara. Vydržel zde celou sezónu (2020/2021) a po ní se vrátil zpět do vlasti, kde se na spolupráci domluvil s pražskou Spartou. Ač se Pražanům původně upsal jen na dvě sezóny, vydržel v klubu dvojnásobek. Před ročníkem 2025/2026 změnil dres a z Prahy přestoupil do litvínovské Vervy.
Moravčík byl také členem České hokejové reprezentace na Mistrovství světa na Slovensku 2019, 25.05.2019 v semifinále Česko proti Kanadě si ovšem poranil rameno a do dalšího zápasu o třetí místo už nenastoupil, nahradil jej obránce David Sklenička.

## Ocenění a úspěchy
- 2012 ČHL-18 - Nejlepší střelec mezi obránci

## Prvenství
- Debut v ČHL - 26. února 2013 (HC Oceláři Třinec proti HC Škoda Plzeň)
- První asistence v ČHL - 2. února 2014 (HC Energie Karlovy Vary proti HC Škoda Plzeň)
- První gól v ČHL - 5. října 2014 (HC Škoda Plzeň proti PSG Zlín, brankáři Tomáši Štůralovi)

## Klubová statistika
| Sezóna      | Klub              | Soutěž      |     | Základní část | Základní část | Základní část | Základní část | Základní část |   | Play off | Play off | Play off | Play off | Play off |
| Sezóna      | Klub              | Soutěž      | Z   | G             | A             | B             | TM            | Z             | G | A        | B        | TM       |          |          |
| 2012/2013   | HC Škoda Plzeň    | ELH         | 1   | 0             | 0             | 0             | 0             | —             | — | —        | —        | —        |          |          |
| 2013/2014   | HC Škoda Plzeň    | ELH         | 12  | 0             | 1             | 1             | 2             | 5             | 0 | 0        | 0        | 2        |          |          |
| 2013/2014   | SHC Klatovy       | 2.ČHL       | 6   | 2             | 1             | 3             | 10            | 2             | 0 | 2        | 2        | 4        |          |          |
| 2014/2015   | HC Škoda Plzeň    | ELH         | 38  | 2             | 7             | 9             | 22            | —             | — | —        | —        | —        |          |          |
| 2014/2015   | Rytíři Kladno     | 1.ČHL       | 5   | 0             | 1             | 1             | 0             | —             | — | —        | —        | —        |          |          |
| 2015/2016   | HC Škoda Plzeň    | ELH         | 42  | 2             | 5             | 7             | 24            | 5             | 0 | 1        | 1        | 0        |          |          |
| 2016/2017   | HC Škoda Plzeň    | ELH         | 44  | 2             | 4             | 6             | 22            | 2             | 0 | 0        | 0        | 0        |          |          |
| 2016/2017   | SHC Klatovy       | 2.ČHL       | 4   | 1             | 4             | 5             | 0             | —             | — | —        | —        | —        |          |          |
| 2017/2018   | HC Škoda Plzeň    | ELH         | 52  | 5             | 11            | 16            | 22            | 10            | 3 | 4        | 7        | 6        |          |          |
| 2018/2019   | Laval Rocket      | AHL         | 20  | 1             | 2             | 3             | 8             | —             | — | —        | —        | —        |          |          |
| 2018/2019   | Brampton Beast    | ECHL        | 4   | 0             | 2             | 2             | 0             | —             | — | —        | —        | —        |          |          |
| 2018/2019   | HC Škoda Plzeň    | ELH         | 13  | 2             | 6             | 8             | 6             | 14            | 0 | 1        | 1        | 14       |          |          |
| 2019/2020   | HC Škoda Plzeň    | ELH         | 35  | 3             | 14            | 17            | 28            | —             | — | —        | —        | —        |          |          |
| 2019/2020   | HC Verva Litvínov | ELH         | 13  | 2             | 5             | 7             | 10            | —             | — | —        | —        | —        |          |          |
| 2020/2021   | Tappara           | Liiga       | 46  | 3             | 12            | 15            | 76            | 9             | 0 | 3        | 3        | 6        |          |          |
| 2021/2022   | HC Sparta Praha   | ELH         | 43  | 7             | 19            | 26            | 29            | 16            | 1 | 4        | 5        | 2        |          |          |
| 2022/2023   | HC Sparta Praha   | ELH         | 35  | 0             | 11            | 11            | 16            | 6             | 0 | 1        | 1        | 0        |          |          |
| 2023/2024   | HC Sparta Praha   | EHL         | 47  | 3             | 6             | 9             | 28            | 9             | 2 | 1        | 3        | 0        |          |          |
| 2024/2025   | HC Sparta Praha   | EHL         | 44  | 1             | 11            | 12            | 30            | 12            | 0 | 3        | 3        | 2        |          |          |
| ELH celkově | ELH celkově       | ELH celkově | 419 | 29            | 100           | 129           | 245           | 79            | 6 | 15       | 21       | 26       |          |          |

## Reprezentace
| Rok                       | Tým                       | Soutěž                    | Z  | G | A | B | TM |
| ------------------------- | ------------------------- | ------------------------- | -- | - | - | - | -- |
| 2018                      | Česko                     | MS                        | 8  | 1 | 2 | 3 | 2  |
| 2019                      | Česko                     | MS                        | 8  | 0 | 2 | 2 | 8  |
| 2021                      | Česko                     | MS                        | 3  | 0 | 3 | 3 | 0  |
| Seniorská kariéra celkově | Seniorská kariéra celkově | Seniorská kariéra celkově | 19 | 1 | 7 | 8 | 10 |